# Henri de Montescaglioso
Henri de Montescaglioso dit aussi Henri de Navarre (en italien : Enrico di Montescaglioso dit aussi Enrico di Navarra ; fl. 1166-1173) est un baron italo-normand du royaume de Sicile, comte de Montescaglioso (1166) et comte du Principat (1168), sous le règne du roi Guillaume II. Les principaux renseignements sur sa vie sont fournis par une source qui lui est plutôt hostile, l'Histoire des Tyrans de Sicile d'Hugues Falcand.

## Biographie

### Origines
Né autour de 1135 dans le royaume de Navarre sous le nom de Rodrigo (ou Roderico) Garcés (Errodrigo Gartzea en basque), Henri de Montescaglioso est le fils illégitime du roi García V de Navarre († 1150) et de la noble normande Marguerite de l'Aigle († 1141). Selon le chroniqueur Hugues Falcand, Rodrigo/Rodrigue était un bâtard, né d'une relation extraconjugale entretenue entre sa mère et l'un de ses amants, et qui ne fut jamais reconnu par le roi de Navarre. L'une de ses sœurs, Marguerite, épousera en 1150 le roi Guillaume Ier de Sicile.

### Arrivée dans le royaume de Sicile
En 1166, accompagné par une bande d'aventuriers Navarrais attirés par l'appât du gain, Rodrigo se rendit en Sicile à la demande de sa sœur Marguerite, veuve depuis peu du roi Guillaume et régente du royaume durant la minorité de leur fils Guillaume. Dès son arrivée à Palerme, la reine lui fit épouser une fille illégitime du roi Roger II de Sicile, Adelasia, et le nomma comte de Montescaglioso en Apulie. Il reçut également en fief les villes siciliennes de Noto, de Caltanissetta et de Sclafani, et on lui demanda d'adopter le nom d'Henri car le sien, Rodrigo (Rodericus), inconnu dans l'Italie du XIIe siècle, ne plaisait pas aux Siciliens et sonnait trop « barbare ». Décrit par Hugues Falcand comme étant un homme maladroit, de faible stature et au « teint désagréablement foncé », Henri était un être incapable et vaniteux qui passait son temps à jouer aux dés et à s'enivrer. Pour s'en débarrasser, la reine se hâta de l'envoyer en Apulie prendre possession de son comté. En chemin, Henri fit une longue halte à Messine où il s'entoura de brigands, de pirates, de courtisans et de personnages oisifs avec qui il passa des jours et des nuits à banqueter et à jouer aux jeux d'argent et de hasard. Mis au courant, la reine somma son frère de quitter l'île et de se rendre à Montescaglioso.

### Première révolte et emprisonnement
À peine avait-il pris possession de son comté qu'un certain nombre de barons rebelles au pouvoir royal, nous dit Falcand, le jugèrent propre à combattre le chancelier du royaume, Richard de Mandra, comte de Molise, alors favori de la reine Marguerite. La révolte des barons coïncide peut-être avec la quatrième campagne italienne de l'empereur germanique Frédéric Barberousse qui atteindra Rome en juillet 1167. Henri de Montescaglioso devint, entre les mains de ceux qui étaient jaloux de l'influence du comte de Molise, un véritable fantoche ; on lui persuada que sa valeur personnelle le faisait apte à remplir les plus hautes fonctions du royaume et qu'il était honteux pour lui, frère de la reine, d'obéir à un Richard de Mandra. Le comte de Montescaglioso se laissa facilement convaincre et au cours de l'été 1167, sur les conseils du comte Bohémond de Manoppello, de Richard de Balbano, de Guillaume de Gesualdo, et de divers autres barons, il se décida à se rendre à Palerme pour exiger de sa sœur l'éloignement du comte de Molise. Pendant ce temps, Étienne du Perche, un cousin de la reine et d'Henri arrivé récemment de Normandie, avait été nommé chancelier à la place de Richard de Mandra. Dès lors, Étienne et Henri devinrent, volontairement ou involontairement, les chefs de deux factions de la cour et un complot visant à éliminer le nouveau chancelier fut organisé à Palerme lors de l'absence de la cour royale, partit hiverner à Messine. En mars 1168, lors d'une dernière réunion que la cour fit avant son retour dans la capitale sicilienne, Henri de Montescaglioso se plaignit de l'insuffisance de son fief et demanda qu'on lui accordât, soit la principauté de Tarente, soit les terres que le comte Simon de Tarente avait jadis possédées en Sicile. Les partisans d'Henri comptaient que le chancelier Étienne du Perche s'opposerait à ces concessions et leur fournirait ainsi un prétexte pour se révolter contre sa « tyrannie ». Leur attente se trouva déçue, car à peine le comte de Montescaglioso avait-il formulé ses griefs, que le comte Gilbert de Gravina se fit son accusateur. Après lui avoir reproché ses folles dissipations, il parla en termes sévères de sa conduite et dévoila les projets des conjurés contre le chancelier. En entendant ce violent réquisitoire, Henri perdit toute assurance et tenta par de vagues excuses de se disculper, en vain : Étienne du Perche donna l'ordre de l'arrêter et de l'enfermer dans la citadelle de Reggio en attendant de l'expulser du royaume.

### Seconde révolte
Peu de temps après, une banale rixe à Messine entre quelques ivrognes et des joueurs grecs suffit pour faire éclater une véritable émeute. Les habitants de la ville, hostiles au chancelier et aux Français de son entourage qui s'étaient rendus insupportables par leur attitude méprisante envers les Grecs et les Lombards, se révoltèrent contre le pouvoir royal et se décidèrent à sortir Henri de sa prison de Reggio pour en faire leur chef. Le comte de Montescaglioso libéré, les insurgés retournèrent à Messine en sa compagnie et Henri ne pourra empêcher le massacre de tous les Français qui se trouvaient dans la ville, un avant-goût des célèbres « Vêpres siciliennes ». Commencée à Messine par le peuple et l'aristocratie, la révolution, poursuivie à Palerme par le clergé et les fonctionnaires hostiles à Étienne du Perche, enleva presque totalement, pendant quelque temps, l'exercice du pouvoir à la reine. Étienne fut contraint de quitter la Sicile avec les Français qui avaient échappé au massacre. Hugues Falcand raconte que, peu après son départ, on vit arriver à Palerme, avec vingt-quatre galères, Henri de Montescaglioso et quelques barons rebelles dont le comte de Molise, qui instituèrent auprès de Marguerite un conseil composé de dix familiers du roi (familiares regis) : Henri de Montescaglioso, le comte Richard de Molise, Roger, comte de Geraci, Matthieu d'Ajello, Richard Palmer, Romuald de Salerne, le caïd Richard, Gentil, évêque de Girgenti, Gautier, doyen de Girgenti et précepteur du roi, et Jean, évêque de Malte. Ce décemvirat, à la grande indignation de la reine Marguerite, exercera le pouvoir, jusqu'à la majorité du roi Guillaume II en 1171.

### Comte du Principat
Au cours de l'été 1168, la reine l'investit du comté du Principat, situé sur le continent près d'Eboli. Dans un document daté du 8 décembre de la même année, Henri est intitulé « par la grâce de Dieu et du roi comte du Principat et frère de la reine Marguerite » (Dei et regis gratia comes Principatus et dominae reginae Margheritae frater). Il apparaîtra ensuite dans seulement deux documents, l'un daté de 1170, l'autre de juillet 1173. Il était déjà mort en septembre 1177 lorsque sa veuve est citée dans un document comme régente du Principat pendant la minorité de leur fils Guillaume.

## Sources primaires
- Hugues Falcand, Histoire des Tyrans de Sicile ((la) Liber De Regno Sicilie XXXI-LV).
- Romuald de Salerne, Chronique.